# Eranina fulveola
Eranina fulveola là một loài bọ cánh cứng trong họ Cerambycidae.